# Neocytherideis surensis
Neocytherideis surensis är en kräftdjursart som beskrevs av Joseph Swain och Gilby 1967. Neocytherideis surensis ingår i släktet Neocytherideis och familjen Neocytherideidae. Inga underarter finns listade i Catalogue of Life.